# WrestleMania 13
WrestleMania 13 — тринадцатая по счёту WrestleMania, PPV-шоу производства американского рестлинг-промоушна World Wrestling Federation (WWF). Состоялось 23 марта 1997 года, в пригороде Чикаго — Роузмонте, Иллинойс на арене «Роузмонт Хэрайзен».
В главном событии состоялся матч без дисквалификаций между Гробовщиком и Сайко Сидом за титул чемпиона WWF, который Гробовщик выиграл после вмешательства Брета Харта.
WrestleMania 13 стала второй WrestleMania, прошедшей в пригороде Чикаго, после WrestleMania 2. Шоу в целом получило смешанные отзывы. Тем не менее, матч между Бретом Хартом и Стивом Остином был высоко оценен, назван одним из величайших матчей в истории рестлинга.

## Результаты
| №                                                                                                  | Результаты | Условия                                                                             | Время |
| -------------------------------------------------------------------------------------------------- | --- | ----------------------------------------------------------------------------------- | ----- |
| 1F                                                                                                 | Билли Ганн победил Флэша Фанка (с Фанкетт Трейси и Фанкетт Надин) | Одиночный матч                                                                      | 7:05  |
| 2                                                                                                  | «Хэдбенгеры» (Мош и Трэшер) победили Дага Фурнас и Фил Лафона, «Годвиннов» (Генри О. и Финеас И.) и «Новых Блэкджеков» (Блэкджек Бредшоу и Блэкджек Уиндем)             | Матч четырёх команд на выбывание за претендентство на титул командных чемпионов WWF | 10:39 |
| 3                                                                                                  | Рокки Майвиа (c) победил Султана (с Бобом Бэклундом и Железным Шейхом)                                                                                                  | Одиночный матч за титул интерконтинентального чемпиона WWE                          | 9:47  |
| 4                                                                                                  | Хантер Хёрст Хелмсли (с Чайной) победил Голдаста (с Марленой) | Одиночный матч                                                                      | 14:29 |
| 5                                                                                                  | Оуэн Харт и Британский бульдог (c) против Мэнкайнда и Вейдера (с Полом Берером) закончился двойным отсчётом                                                             | Командный матч за титул командных чемпионов WWF                                     | 16:08 |
| 6                                                                                                  | Брет Харт победил Стива Остина | Матч болевых без дисквалификации, специальный рефери — Кен Шемрок                   | 22:04 |
| 7                                                                                                  | Ахмед Джонсон и «Легион судьбы» (Ястреб и Зверь) победили «Нацию доминации» (Фаарук, Краш и Савио Вега) (с Кларенсом Мейсоном, Ди’Ло Брауном, Джей Си Айсом и Вулфи Ди) | Чикагская уличная драка                                                             | 10:46 |
| 8                                                                                                  | Гробовщик победил Сайко Сида (c) | Матч без дисквалификации за титул чемпиона WWF                                      | 21:19 |
| - (ч) – чемпион на начало матча - F – указывает, что матч транслировался перед шоу на Free for All | |                                                                                     |       |